# Naga (Zamboanga Sibugay)
Pour les articles homonymes, voir Naga.
Naga est une localité de la province du Zamboanga Sibugay, aux Philippines. En 2015, elle compte 38 547 habitants.